# Karate ai Giochi della XXXII Olimpiade - +75 kg maschile
La gara di Kumite +75 kg è la terza e ultima categoria maschile di peso per il Karate ai Giochi della XXXII Olimpiade; la gara si è svolta il 7 agosto 2021 presso il Nippon Budokan di Tokyo. Vi hanno partecipato 10 atleti in rappresentanza di altrettanti paesi.

## Formato
La competizione prevedeva una fase a gironi, composta da due pool, e una fase a eliminazione diretta. Entrambi i gironi erano composti da cinque atleti. I due migliori atleti di ogni girone si qualificano per le semifinali dove il primo classificato del girone A compete contro il secondo classificato del girone B e viceversa. La competizione non prevedeva nessuna finale per la medaglia di bronzo che è stata assegnata agli atleti sconfitti nelle semifinali.

## Risultati

### Finali
|  | Semifinali       | Semifinali       | Semifinali       |                  |              | Finale       | Finale | Finale |  |
|  |                  |                  |                  |                  |              |              |        |        |  |
|  | Ryūtarō Araga    | Ryūtarō Araga    | 0                |                  |              |              |        |        |  |
|  | Ryūtarō Araga    | Ryūtarō Araga    | 0                |                  |              |              |        |        |  |
|  | Tareg Hamedi     | Tareg Hamedi     | 2                |                  |              |              |        |        |  |
|  | Tareg Hamedi     | Tareg Hamedi     | 2                |                  | Tareg Hamedi | Tareg Hamedi | 0      |        |  |
|  |                  |                  |                  |                  | Tareg Hamedi | Tareg Hamedi | 0      |        |  |
|  |                  |                  | Sajjad Ganjzadeh | Sajjad Ganjzadeh | 4            |              |        |        |  |
|  | Sajjad Ganjzadeh | Sajjad Ganjzadeh | Sajjad Ganjzadeh | Sajjad Ganjzadeh | 4            | 2            |        |        |  |
|  | Sajjad Ganjzadeh | Sajjad Ganjzadeh |                  |                  |              |              |        |        |  |
|  | Uğur Aktaş       | Uğur Aktaş       | 2                |                  |              |              |        |        |  |

### Pool A
| Pos. | Atleta            | Incontri            | Incontri           | Incontri           | Incontri              | Riassunto | Riassunto | Riassunto | Riassunto | Riassunto | Punti | Punti | Punti | Punti |
| Pos. | Atleta            | Giappone (bandiera) | Turchia (bandiera) | Georgia (bandiera) | Kazakistan (bandiera) | Bout      | W         | D         | L         | Pts       | Tot.  | Yuko  | W-a   | Ippon |
| ---- | ----------------- | ------------------- | ------------------ | ------------------ | --------------------- | --------- | --------- | --------- | --------- | --------- | ----- | ----- | ----- | ----- |
| 1    | Ryūtarō Araga     | -                   | 5:3                | 3:2                | 4:2                   | 3         | 3         | 0         | 0         | 6         | 12:7  | 9:2   | 0:1   | 1:1   |
| 2    | Uğur Aktaş        | 3:5                 | -                  | 3:1                | 11:3                  | 3         | 2         | 0         | 1         | 4         | 17:9  | 5:4   | 3:1   | 2:1   |
| 3    | Gogita Arkania    | 2:3                 | 1:3                | -                  | 3:1                   | 3         | 1         | 0         | 2         | 2         | 6:7   | 6:5   | 0:1   | 0:0   |
| 4    | Daniyar Yuldashev | 2:4                 | 3:11               | 1:3                | -                     | 3         | 0         | 0         | 3         | 0         | 6:18  | 2:11  | 2:2   | 0:1   |
| WDR  | Jonathan Horne    | NIL                 | NIL                | NIL                | NIL                   | -         | -         | -         | -         | -         | -     | -     | -     | -     |

### Pool B
| Pos. | Atleta           | Incontri        | Incontri                  | Incontri           | Incontri          | Incontri               | Riassunto | Riassunto | Riassunto | Riassunto | Riassunto | Punti | Punti | Punti | Punti |
| Pos. | Atleta           | Iran (bandiera) | Arabia Saudita (bandiera) | Croazia (bandiera) | Canada (bandiera) | Stati Uniti (bandiera) | Bout      | W         | D         | L         | Pts       | Tot.  | Yuko  | W-a   | Ippon |
| ---- | ---------------- | --------------- | ------------------------- | ------------------ | ----------------- | ---------------------- | --------- | --------- | --------- | --------- | --------- | ----- | ----- | ----- | ----- |
| 1    | Sajjad Ganjzadeh | -               | 0:0                       | 3:1                | 2:1               | 6:0                    | 4         | 3         | 1         | 0         | 7         | 11:2  | 6:2   | 1:0   | 1:0   |
| 2    | Tareg Hamedi     | 0:0             | -                         | 2:3                | 10:3              | 4:1                    | 4         | 2         | 1         | 1         | 5         | 16:7  | 7:7   | 0:0   | 3:0   |
| 3    | Ivan Kvesić      | 1:3             | 3.2                       | -                  | 1:4               | 3:1                    | 4         | 2         | 0         | 2         | 4         | 8:10  | 8:10  | 0:0   | 0:0   |
| 4    | Daniel Gaysinsky | 1:2             | 3:10                      | 4:1                | -                 | 0:0                    | 4         | 1         | 1         | 2         | 3         | 8:13  | 8:5   | 0:1   | 0:2   |
| 5    | Brian Irr        | 0:6             | 1:4                       | 1:3                | 0:0               | -                      | 4         | 0         | 1         | 3         | 1         | 2:13  | 2:7   | 0:0   | 0:2   |